# 전자 상거래
전자 상거래(電子商去來, 영어: electronic commerce, e-commerce, eCommerce)는 컴퓨터 등을 이용해 인터넷과 같은 네트워크 상에서 이루어지는 즉, 전자적 매체(시스템)를 이용하여 가상 공간에서 이루어지는, 제품이나 용역을 사고 파는 거래행위이다. 현대의 전자 상거래는 더 넓은 범위에 있어서 전자우편을 사용하기도 하지만, 보통 월드 와이드 웹을 사용한다.
전자 비즈니스(E-business)의 한 부분으로서 인터넷이나 네트워크, 다른 디지털 기술들을 이용해 전자적으로 제품이나 서비스를 사고 파는 것을 말한다. 또한, 전자상거래는 광고, 마케팅, 고객 지원, 배송, 지불 등과 같은 활동들을 포함한다.
인터넷상에 비디오와 그래픽으로 구성된 가상시장에서 세계 각국의 생산자와 소비자가 직접 만나 중간상 없는 교역을 할 수 있으며, 신용카드나 전자화폐를 통한 대금결제가 가능하다.

## 같이 보기
- 마켓플레이스
- 브릭앤모르타르 비즈니스(B&M, en:Brick and mortar business)
- 브릭스앤클릭스(B&C)
- 비즈니스 모델
- 전자 정부
- 인터넷 사업
- M-커머스
- 가격 투명성